# غرينسبورج (كنتاكي)
غرينسبورج (بالإنجليزية: Greensburg, Kentucky)‏ هي مدينة تقع في مقاطعة غرين، كنتاكي بولاية كنتاكي في وسط جنوب شرق الولايات المتحدة. تأسست عام 1794، تبلغ مساحة هذه المدينة 4.9 (كم²)، وترتفع عن سطح البحر 183 م، بلغ عدد سكانها 2396 نسمة في عام 2000 حسب إحصاء مكتب تعداد الولايات المتحدة وتصل الكثافة السكانية فيها 484.7 نسمة/كم2.

## أعلام
- إدوارد إتش هوبسون
- جون دبليو. لويس
- ويليام هيرندون
- رود هندرسون
- جورج واشنطن بوكنر

## وصلات خارجية
- greensburgonline.com
- The US50 - Cities and Towns in Kentucky State